# Чумацька ікона на рибі
Чума́цька іко́на на ри́бі (ікона на камбалі) — загальна назва ікон, написаних на сушеній рибі або на її частині; витвір традиційного українського мистецтва. Відомі зразки виготовлені чумаками переважно з Наддніпрянщини. Станом на 2023 рік збереглося три ікони, з яких лише одна залишилася в Україні.

## Історія чумацької ікони
В історичних джерелах практично немає відомостей про чумацькі ікони. Лише в мемуарах згадується про ікону на рибі, яка належала дідові художника Сергія Васильківського. За межами України такий вид тогочасного іконопису не зафіксовано. За твердженнями краєзнавця Андрія Лопушинського, виготовлення чумацьких ікон, імовірно, притаманне Київщині. Хоча коректніше казати про Наддніпрянщину, оскільки дві ікони походять із Лівобережної Черкащини.
Виявлені твори датують XVIII — серединою XIX століття. Невідомо, хто започаткував цей вид мистецтва — ченці, чумаки чи рибалки. Однак згодом його поширили саме чумаки. Станом на 1855 рік у Київській губернії нараховувалося 17500 чумаків. Вирушаючи до Криму, вони брали із собою обереги — подорожні ікони, розписані на рибі, які чіпляли собі на вози.
Після успішного повернення додому чумаки іноді жертвували ікони церквам. Якраз більшість збережених подібних вотив виявили у православних храмах.
Чумацькі ікони писали переважно на камбалі. Ще одна зроблена на голові сома.

## Символіка і легенди про рибу

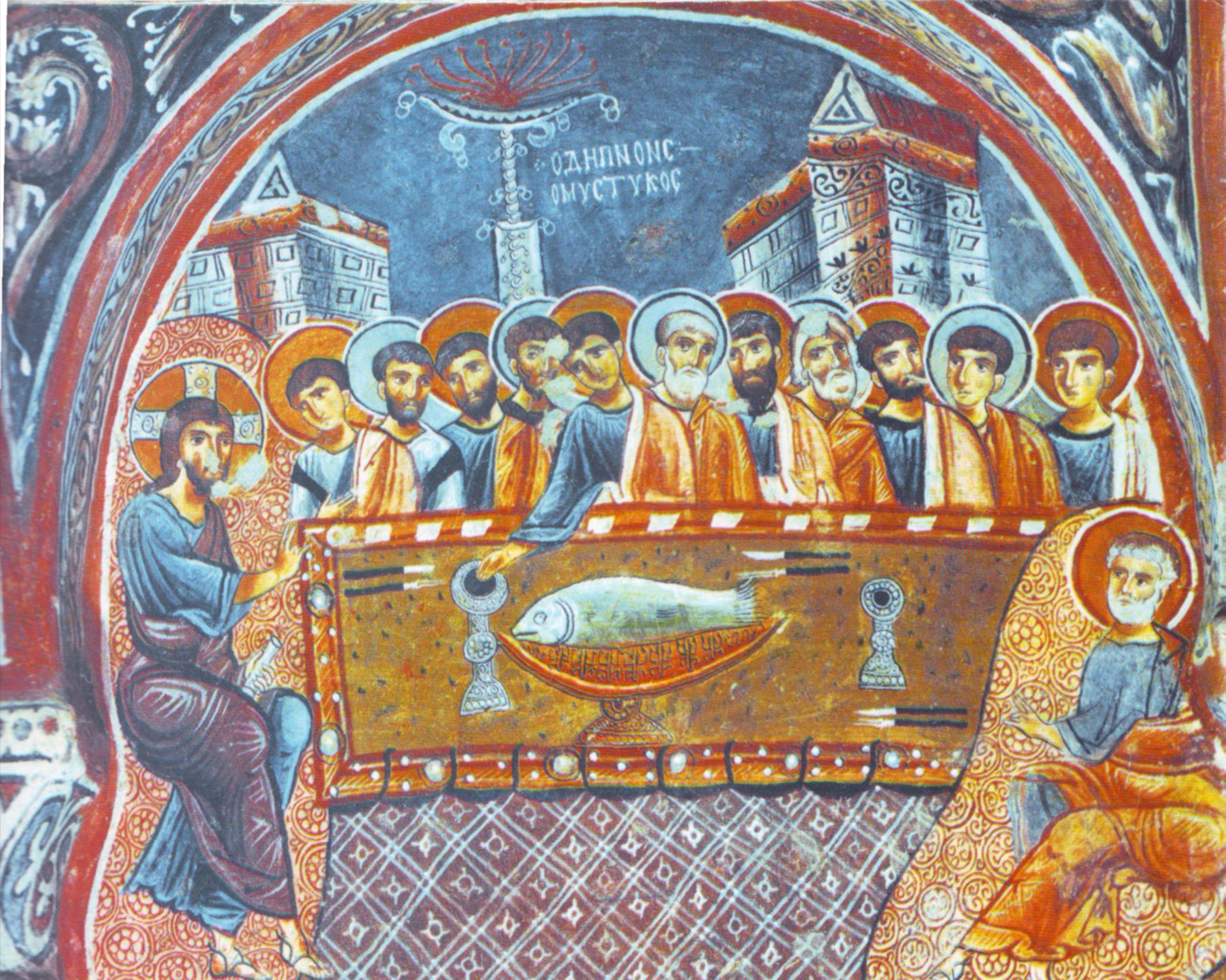
«Тайна вечеря», фреска XIII ст., Каппадокія. Тіло Христове в Граалі зображено у вигляді риби

Дослідники намагаються пояснити, чому чумаки для основи ікони брали рибу. 
Риба часто згадується в Євангеліях і їй надається символічне значення (Мф. 17:24-27, Мф. 13:47-50, Мф. 12:38-45, 1 Кор. 15:1-58). Кілька апостолів були рибалками. Ісус, як стверджує Біблія, творив дива, одне з яких — нагодування п'ятьма хлібами і двома рибинами п'яти тисяч чоловік (Лк. 9:10-17, Мк. 6:32-44, Ів. 6:1-15, Мф. 14:14-21). Ісуса після його воскресіння пригостили печеною рибою (Лк. 24:41-43). Зрештою, риба — християнський символ, який походить від акроніма ΙΧΘΥΣ (грец. Ίνσοΰς Χριστός Θεοΰ Vίός Σωτήρ — Ісус Христос — Син Божий Спаситель). А ІХТІС з грецької перекладається як риба. 
Низова культура також долучилася до спроб пояснити певні явища, пов'язані з рибою і Святим сімейством. На початку XX століття українські етнографи зафіксували кілька відповідних легенд. У селі Дударі, Обухівського району, на Поділлі, у Зеленому Клину та інших місцях розповідали, як Матір Божа снідала маленькою рибкою. І вже наполовину з'їла її, так що і кістки видно, як з'явився архангел Гавриїл, який сповістив Богородицю: «Твій Син воскресне з мертвих». Вона перехрестилась та відповіла: «Тоді мій Син воскресне, як оживе ця рибка». Умить однобока риба ожила і з неї вийшла камбала.

## Музеєфікація ікон

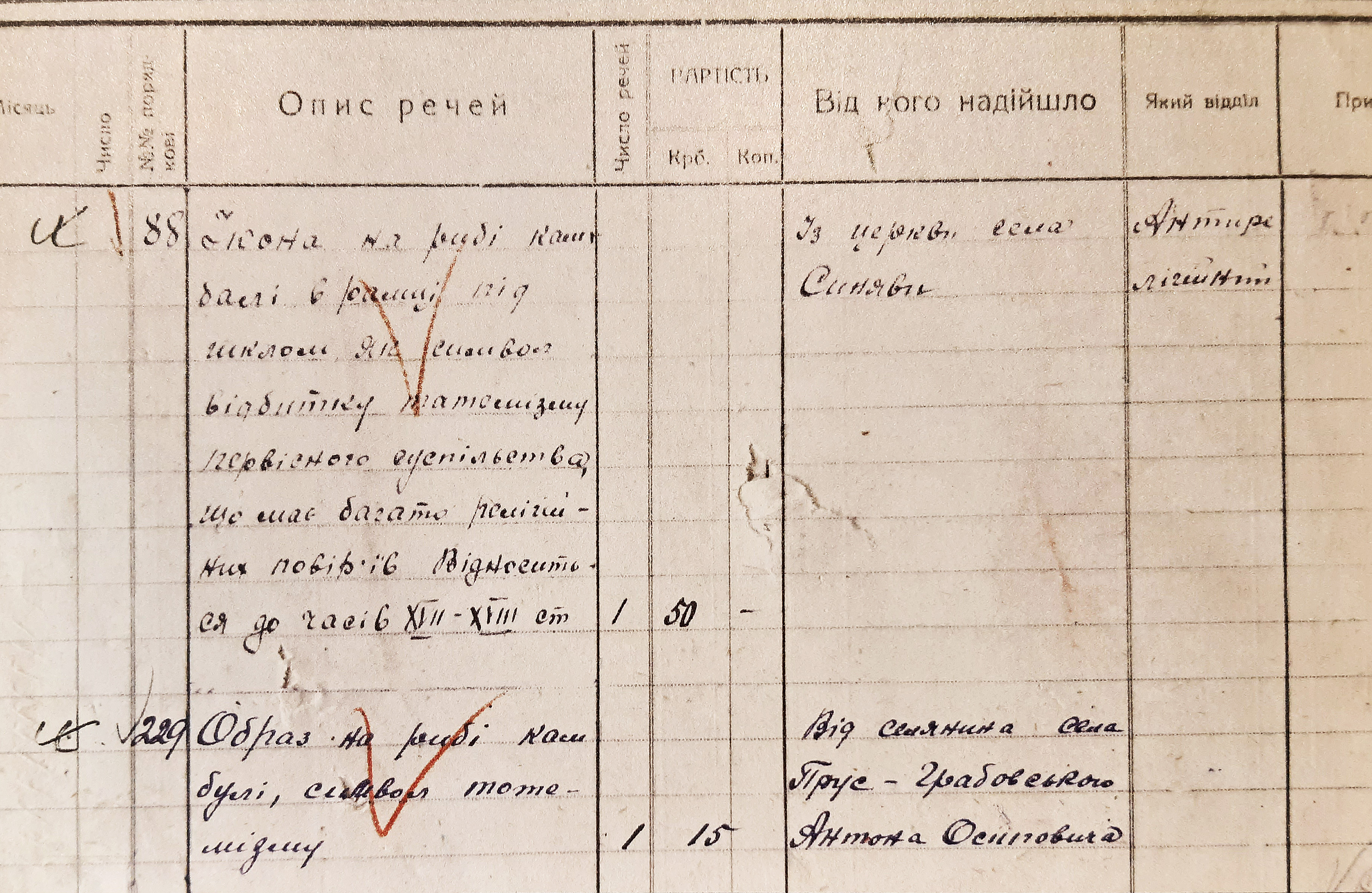
Запис про надходження двох ікон на камбалі до Білоцерківського музею (1925)

Чумацьких ікон, з огляду на матеріал, з якого вони зроблені, залишилися лічені одиниці — всього три екземпляри із семи відомих.
У першій половині XX століття музейні працівники поставили на облік шість чумацьких ікон, чотири з яких вилучили з храмів. Ікона «Хрещення Господнє» на голові сома потрапила до Державного музею українського мистецтва. 1901 року етнограф В. І. Щербіна зафіксував ікони на камбалі у Миколаївській церкві села Синява Білоцерківського району. Тоді ж одну з них місцевий парох передав до музею імені Нестора Літописця у Києві, а іншу вже на зламі 1920—1930-х років — до Білоцерківського окружного музею. До цього ж музею 1925 року надійшла ікона від Антона Осиповича Грабовського, імовірно, чумака або нащадка чумака, мешканця села Пруси (тепер Бушеве Білоцерківського району). І, нарешті, на початку XX століття дві ікони на камбалі із зображеннями Богородиці й Ісуса Христа у селі Демки виявив український етнограф Іван Зарецький (1857—1936). 1906 року ці твори XVIII — середини XIX століття вивезли до Росії і тепер вони зберігаються у Російському етнографічному музеї у Санкт-Петербурзі.
Копія ікони на рибі виставлена у музеї у Феодосії.

## Ікона «Хрещення Господнє»
Ікона «Хрещення Господнє» — єдина чумацька ікона, яка залишилася в Україні. Вона ж єдина, яка зроблена не на камбалі, як решта, а на голові сома. Ікона потрапила до Державного музею українського мистецтва (Національний художній музей України), який 1948 року передав її до Національного заповідника «Києво-Печерська лавра». Провенанс твору невідомий. Інформація, хто і звідки приніс цю ікону, була втрачена.

## Відродження іконописання на рибі

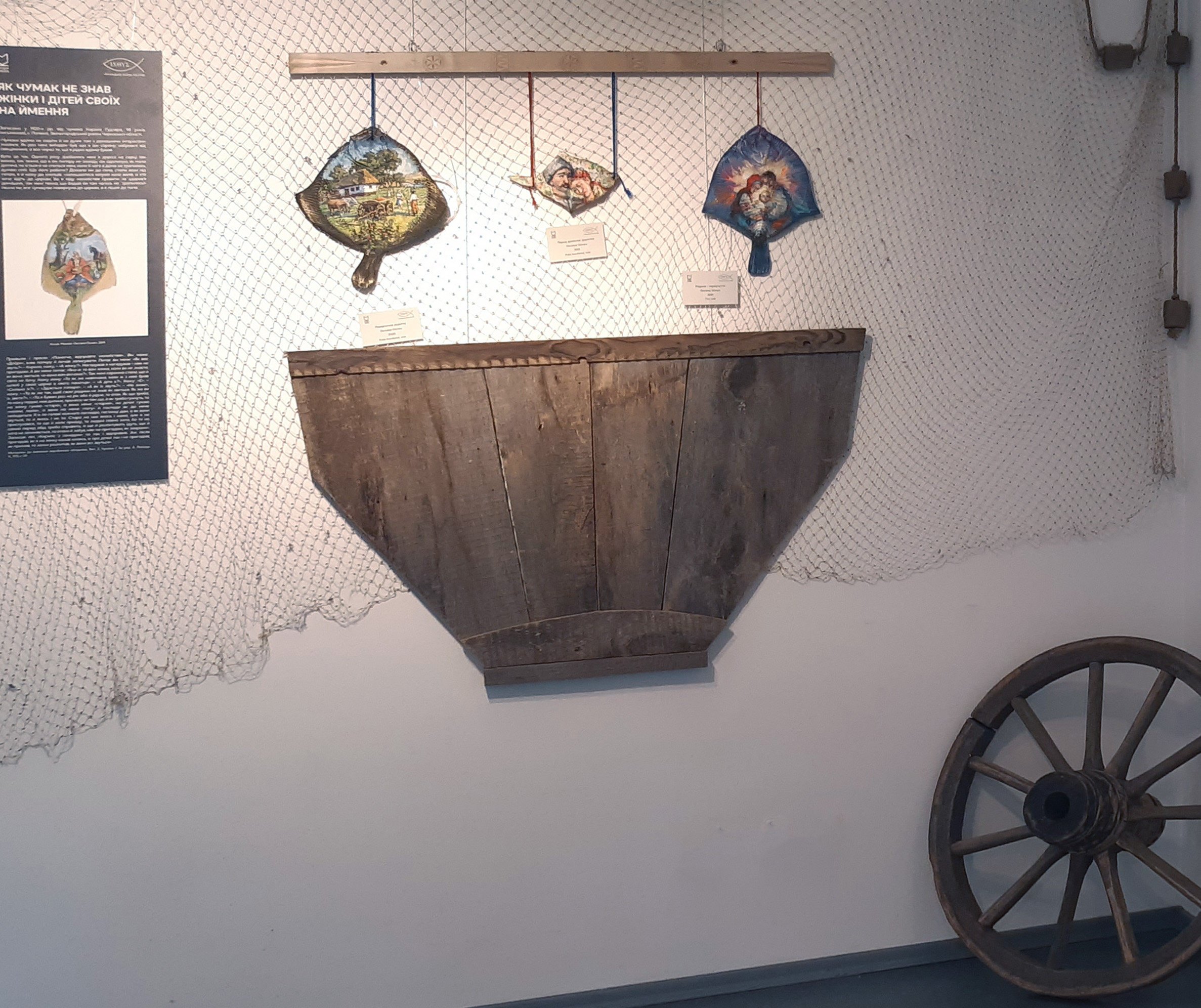
Експозиція виставки «ІХТІС. Чумацька ікона на рибі», 2023

Дослідженням чумацької ікони займається завідувач сектору «Кам'янська Січ» Національного заповідника «Хортиця» Андрій Лопушинський. Він надихнув херсонську художницю Оксану Оснач відтворити чумацькі ікони. Мисткиня упродовж 2019—2023 років підготувала серію робіт, виконаних на сушеній камбалі, голові щуки та на гіпсовій основі.
2021 року виставка відтворених на висушеній рибі ікон відкрилася в Херсонському обласному краєзнавчому музеї.
28 квітня — 30 липня 2023 року в Музеї історії Києва пройшла виставка «ІХТІС. Чумацька ікона на рибі», де були виставлені оригінальна ікона «Хрещення Господнє» та відтворені твори.